# Saint-Laurent-Blangy
Saint-Laurent-Blangy (früher: Blangy-les-Arras) ist eine französische Gemeinde im Département Pas-de-Calais in der Region Hauts-de-France. Die Gemeinde mit 6492 Einwohnern (Stand: 1. Januar 2022) gehört zum Arrondissement Arras und ist Teil des Kantons Arras-2. Die Einwohner werden Immercuriens genannt.

## Geografie
Saint-Laurent-Blangy liegt in der historischen Provinz Artois an der kanalisierten Scarpe. Umgeben wird Saint-Laurent-Blangy von den Nachbargemeinden Bailleul-Sir-Berthoult im Norden, Athies im Osten, Feuchy im Südosten, Tilloy-lès-Mofflaines im Süden und Südosten, Arras im Süden und Südwesten, Saint-Nicolas im Westen sowie Roclincourt im Nordwesten.
Ein Teil des Flughafens Arras-Roclincourt liegt im Gemeindegebiet.

## Geschichte
Aus den Kämpfen im Ersten Weltkrieg befindet sich hier ein Massenfriedhof. Der deutsche Soldatenfriedhof, der 1921–1922 gestaltet wurde, birgt Gräber von 31.339 Soldaten (u. a. Walter Bud) und wird heute vom Volksbund Deutsche Kriegsgräberfürsorge gepflegt. In einiger Entfernung liegt mit dem britischen Kriegsgräberfeld Bailleul Road East (hier ist u. a. Isaac Rosenberg bestattet) das traurige Pendant. Im Weltkrieg wurde der Ort vollständig zerstört.

### Bevölkerungsentwicklung
| 1962 | 1968 | 1975 | 1982 | 1990 | 1999 | 2006 | 2011 |
| ---- | ---- | ---- | ---- | ---- | ---- | ---- | ---- |
| 3681 | 3788 | 5227 | 6100 | 5358 | 5578 | 5553 | 6242 |

## Sehenswürdigkeiten
- Château de Saint-Laurent-Blangy, in dem Johanna von Orleans gefangen gehalten wurde, 1982 wieder aufgebaut
- Château d’Immercourt
- früherer Burghügel (Motte)

## Persönlichkeiten
- Georges Palante (1862–1925), Philosoph und Anarchist
- André Bertin (1912–1994), Radrennfahrer
- Gilbert Scodeller (1931–1989), Radrennfahrer